# Göran Hägglund
Göran Hägglund (Degerfors, 27 gennaio 1959) è un politico svedese, leader dei Democratici Cristiani dal 3 aprile 2004, come successore di Alf Svensson.

## Biografia
Esponente dei Democratici Cristiani, venne eletto per la prima volta in Parlamento nel 1991. Nel 2004, diventato presidente del partito, intraprese una trattativa con gli altri partiti d'opposizione al governo di Göran Persson.
Il 31 agosto 2004 firmò un documento d'intesa politica con Fredrik Reinfeldt, Maud Olofsson e Lars Leijonborg, questi ultimi leader rispettivamente del Partito Moderato, Partito di Centro e il Partito Popolare Liberale. Il documento d'intesa diede origine ad una coalizione politica di centrodestra, con il nome di Alleanza per la Svezia, in vista delle elezioni parlamentari del 17 settembre 2006.
La coalizione, guidata da Fredrik Reinfeldt, riuscì a vincere le elezioni legislative del 2006 ottenendo un vantaggio di sette parlamentari sulla coalizione di centrosinistra. Per questo motivo il partito di Hägglund divenne un partito di governo.
Il 6 ottobre 2006 Fredrik Reinfeldt lo nominò ministro degli affari sociali, carica che mantenne fino alla fine del governo nel 2014.